# Cepeleuți
Cepeleuți è un comune della Moldavia situato nel distretto di Edineț di 1.494 abitanti al censimento del 2004

## Località
Il comune è formato dall'insieme delle seguenti località (Popolazione 2004):
- Cepeleuți (1.190 abitanti)
- Rîngaci (225 abitanti)
- Vancicăuți (79 abitanti)